# Zen Guerrilla
Zen Guerrilla fue una banda de rock originaria de Newark, Delaware, Estados Unidos. Su música, en sus inicios, estaba marcada por elementos psicodélicos, pero fueron introduciendo influencias de otros estilos, como blues y gospel, creando un sonido que algunos han relacionado con la banda Jon Spencer Blues Explosion.
El grupo se formó a finales de la década de 1980 en Newark, con Andy Duvall (batería), Marcus Durant (voz/armónica), Carl Horne (bajo), y Rich Millman (guitarra). Sacaron su primer disco bajo el nombre Zen Guerrilla en 1992, grabado en Filadelfia con Compulsiv Records. Poco después de esto se trasladaron a la ciudad de Filadelfia, donde actuaron en varios locales de ella y de alrededores, como Kyber Pass Pub. En 1994 se trasladaron a San Francisco. Antes de esto ya habían empezado una dura gira que les hizo recorrer todo su país, la cual casi no tuvo interrupción hasta finales de la década de los 1990. La continuidad de su gira y sus espectaculares y explosivos directos hicieron aumentar su popularidad, permitiéndoles fichar por Alternative Tentacles y más tarde por Sub Pop, famosa por ser la discográfica original de Nirvana. Finalmente en 2003 el grupo se separó dejando tras de si seis álbumes y cuatro EP.

## Álbumes
- Zen Guerrilla - Compulsiv 1992
- Invisible "Liftee" Pad / Gap-Tooth Clown - Alternative Tentacles 1997
- Positronic Raygun - Alternative Tentacles 1998
- Trance States in Tongues - Sub Pop 1999
- Shadows on the Sun - Sub Pop 2001
- Heavy Mellow - Flapping Jet 2002 (LP picture disc)

## EP
- Creature Double Feature - Insect 1995
- Invisible "Liftee" Pad - Insect 1996
- Gap-Tooth Clown - Insect 1997
- Plasmic Tears and the Invisible City - Insect 2002

## Sencillos
- Pull b/w Nile Song - Union Hall 1993
- Trouble Shake b/w Change Gonna Come - Alternative Tentacles 1997
- Ghetto City Version b/w Hungry Wolf - Epitaph 1999
- Mama's Little Rocket - Allied Recordings 2000
- Dirty Mile b/w Ham and Eggs - Estrus 2000
- Pocketful of String b/w Wigglin' Room - Fanboy 2000
- The Seeker b/w Half Step - Sub Pop 2000
- Mob Rules b/w The Trooper - Safety Pin 2001

- Datos: Q4024135